# Ферейданцы

Город Ферейдуншехр, где в основном живут ферейданцы

Ферейданцы (груз. ფერეიდნელები) — этнографическая группа грузин, проживающая в западном Иране в районе города Ферейдуншехр. Разговаривают на ферейданском диалекте грузинского языка.
Антропологически у ферейданцев средний рост, прямой длинный широкий нос, широкое лицо, светло-каштановые и чёрные волосы.
Исповедуют ислам шиитского толка (джафаритский мазхаб). Потомки грузин Кахетии и Сангило-Эретии (восточная Грузия), насильно исламизированных и переселённых в Иран в начале XVII века шахом Аббасом I.
Культура и быт грузин и их потомков живущих в Ферейдане, отличается от культуры и быта грузин, живущих в соседней Турции, поскольку народ Ферейдана оказался в изолированном государстве. Религия, чуждая культура, условия жизни и экологическая среда полностью изменили их одежду, сельскохозяйственные орудия и т. д. От своей грузинской идентичности они сохранили лишь язык, экзогамию, родовую форму расселения.